# Cosmic Thing (álbum)
Cosmic Thing es el quinto álbum de estudio de la banda estadounidense de new wave The B-52's, publicado el 27 de junio de 1989 a través de la compañía discográfica Reprise Records. Contiene los sencillos "Love Shack" y "Roam", dos de las canciones más famosas del grupo.
El éxito del álbum actuó como un regreso después de la muerte del guitarrista Ricky Wilson en 1985. Fue cuatro veces disco de platino en Estados Unidos, y el disco número uno en Australia.

## Lista de canciones
Todas las canciones fueron escritas por Kate Pierson, Fred Schneider, Keith Strickland y Cindy Wilson, a excepción de "Roam", música de The B-52, con letra de Robert Waldrop.
1. "Cosmic Thing" (3:50)
2. "Dry County (4:54)
3. "Deadbeat Club (4:45)
4. "Love Shack" (5:21)
5. "Junebug" (5:04)
6. "Roam" (4:54)
7. "Bushfire" (4:58)
8. "Channel Z" (4:49)
9. "Topaz" (4:20)
10. "Follow Your Bliss" (4:08)